# Iris narynensis
Iris narynensis är en irisväxtart som beskrevs av Olga Alexandrovna Fedtschenko. Iris narynensis ingår i släktet irisar, och familjen irisväxter. Inga underarter finns listade i Catalogue of Life.